# Políticas públicas dos Estados Unidos

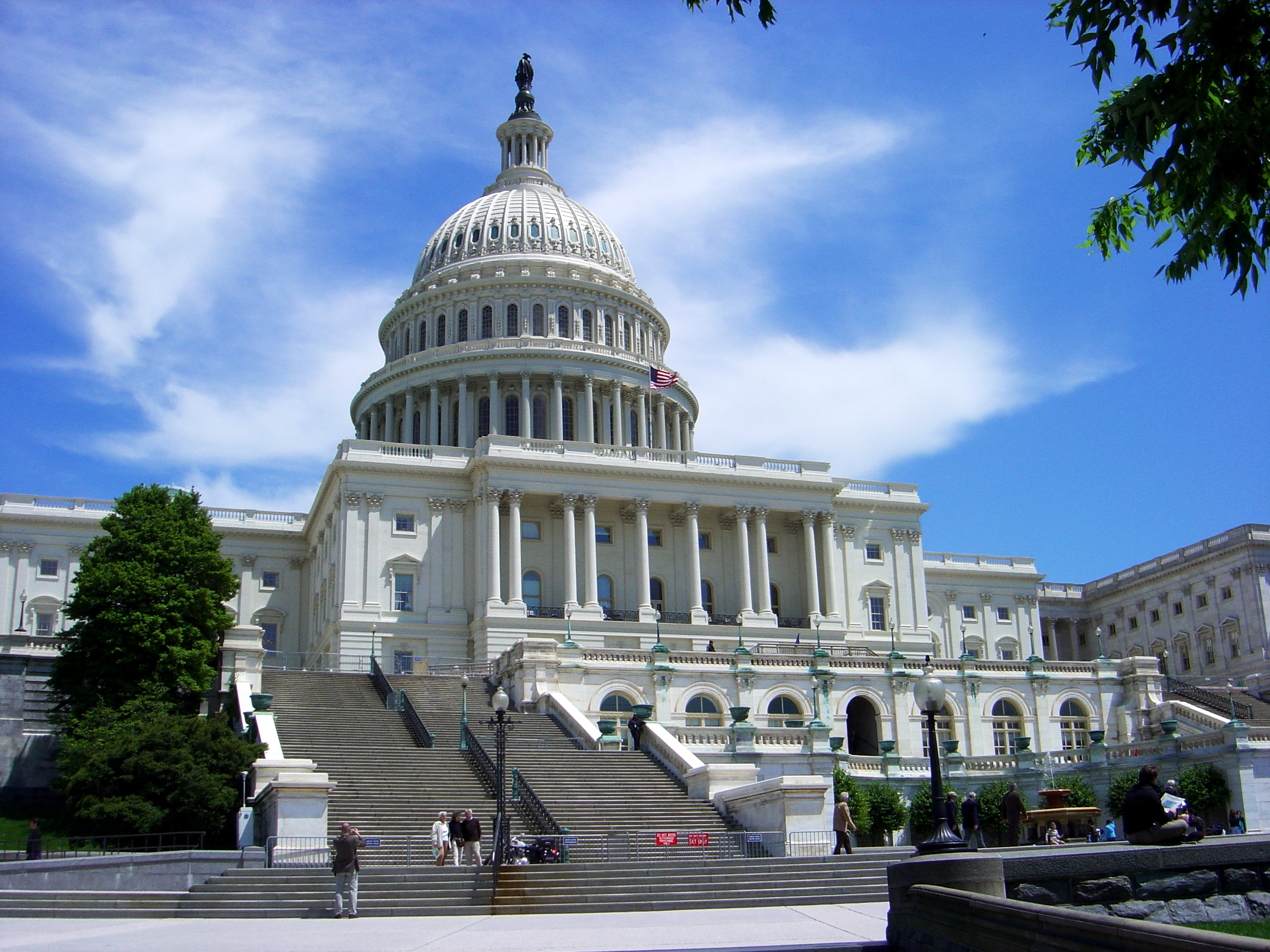
Capitólio dos Estados Unidos.

As políticas dos Estados Unidos da América abrangem todas as ações executadas pelo seu governo federal. O Poder Executivo é a principal entidade por meio da qual as políticas são promulgadas; no entanto, as políticas são derivadas de um conjunto de leis, decisões executivas e precedentes legais.

## Tipos de políticas
O Almanaque de Assuntos Públicos, publicação que fornece informações básicas, documentos arquivados e links para as principais questões de política pública dos Estados Unidos, organizou a política pública dos Estados Unidos em nove categorias.
- Justiça Criminal: pena de morte,[1] política de drogas[2] e controle de armas[3]
- Cultura e sociedade: aborto,[4] artes,[5] e direitos civis[6]
- Assuntos econômicos: orçamento e impostos[7]
- Educação: fundamental e médio[8] e ensino superior[9]
- Meio ambiente: qualidade do ar[10] e aquecimento global[11]
- Operações do governo: reforma do financiamento de campanha[12] e privatização[13]
- Saúde: seguro saúde[14] e Medicare[15]
- Bem-estar social: segurança social[16] e bem-estar[17]
- Relações Exteriores e Segurança Nacional: gastos com defesa.[18]

## Política agrícola
A política agrícola dos Estados Unidos é a política que rege a agricultura nos Estados Unidos e é composta principalmente de projetos de lei agrícolas federais renovadas periodicamente.
Em "Uma Nova Política Agrícola para os Estados Unidos", os autores Dennis Keeney e Long Kemp resumem a política agrícola dos Estados Unidos da seguinte forma: "Por causa de sua geografia, clima, história e políticas únicas, os Estados Unidos têm uma agricultura que foi dominada pela produção de safras de commodities para uso em empresas animais, industriais e de exportação. Com o tempo, as políticas agrícolas evoluíram para apoiar uma agricultura industrializada baseada em commodities. Esta evolução resultou na saída dos agricultores das terras com a agricultura passando para uma estrutura industrial.”

## Política de drogas
A política de drogas dos Estados Unidos é estabelecida pelo Escritório de Política Nacional de Drogas (The Office of National Drug Control Policy), um antigo componente de nível ministerial do Gabinete Executivo do Presidente dos Estados Unidos, que foi estabelecido pela Lei de Abuso Antidrogas de 1988 . Sua meta declarada é estabelecer políticas, prioridades e objetivos para erradicar o uso de drogas ilícitas, a fabricação e o tráfico de drogas, o crime e a violência relacionados às drogas e as consequências para a saúde relacionadas às drogas nos EUA.
Os dois objetivos específicos atuais do Escritório de Política Nacional de Controle de Drogas (Office of National Drug Control Policy) são "reduzir o consumo de drogas ilícitas na América" e "melhorar a saúde pública e a segurança pública do povo americano, reduzindo as consequências do abuso de drogas". Eles planejam atingir esses objetivos tomando as seguintes ações:
- Fortalecer as ações para prevenir o uso de drogas nas comunidades
- Buscar oportunidades de intervenção precoce nos cuidados de saúde
- Integrar o tratamento para transtornos por uso de substâncias aos cuidados de saúde e expansão do apoio à recuperação
- Quebra do ciclo do uso de drogas, crime, delinquência e encarceramento
- Interromper o tráfico e a produção doméstica de drogas
- Fortalecer parcerias internacionais
- Melhorar os sistemas de informação para análise, avaliação e gestão local[21]

## Política energética
A política de energia dos Estados Unidos trata de questões de produção, distribuição e consumo de energia, como códigos de construção e padrões de milhagem de gás. O Departamento de Energia dos Estados Unidos desempenha um papel importante e sua missão é "garantir a segurança e a prosperidade da América, abordando seus desafios energéticos, ambientais e nucleares por meio de soluções transformadoras de ciência e tecnologia".
Além disso, a Casa Branca fornece um resumo da condição atual dos Estados Unidos em relação à sua política energética: “Por décadas, ficou claro que a maneira como os americanos produzem e consomem energia não é sustentável. Nosso vício em petróleo estrangeiro e combustíveis fósseis coloca nossa economia, nossa segurança nacional e nosso meio ambiente em risco. Para levar este país em uma nova direção, o presidente está trabalhando com o Congresso para aprovar uma legislação abrangente de energia e clima para proteger nossa nação dos graves riscos econômicos e estratégicos associados à nossa dependência do petróleo estrangeiro, para criar empregos e reduzir a poluição de carbono que contribui para os efeitos desestabilizadores das mudanças climáticas."
O que se segue é um resumo das atuais metas da política energética dos Estados Unidos:
- Economia de energia limpa: fazer os investimentos em fontes de energia limpa que colocarão os americanos de volta no controle de nosso futuro energético, criando milhões de novos empregos e estabelecendo as bases para a segurança econômica de longo prazo. Isso será realizado através das seguintes ações:
  - Iniciando ações de recuperação de investimentos em energia limpa
  - Aplicação de padrões de eficiência mais rigorosos aos eletrodomésticos
  - Liderando as ações em sustentabilidade
  - Criação de padrões de eficiência para carros e caminhões
  - Tornando as casas mais eficientes em termos de energia

## Política externa
A política externa dos Estados Unidos define como os Estados Unidos interagem com as nações estrangeiras. Ele trata somente da segurança do povo americano e da promoção da ordem internacional. A seguir estão as políticas externas mais relevantes dos Estados Unidos:
- Concentrando-se novamente  nas ameaças da Al-Qaeda no Afeganistão e no Paquistão
- Encerrando a guerra no Iraque com responsabilidade
- Manter as armas nucleares fora do alcance de terroristas
- Promover o interesse e a segurança em Israel e no Oriente Médio
- Restaurando as alianças dos Estados Unidos
- Mantendo os principais valores americanos
- Restaurando a liderança norte-americana na América Latina
- Garantir a segurança energética e combater as mudanças climáticas

## Respostas políticas à recessão do final dos anos 2000
O Sistema de Reserva Federal, o Tesouro e a Comissão de Valores Mobiliários tomaram várias medidas em 19 de setembro para intervir na crise. Para interromper a corrida potencial aos fundos mútuos do mercado monetário, o Tesouro também anunciou em 19 de setembro um novo programa de US$ 50 bilhões para garantir investimentos, similares ao programa denominado "Corporação Federal de Garantia de Depósitos" (Federal Deposit Insurance Corporation FDIC),  muito similar ao Fundo Garantidor de Crédito no Brasil. Parte dos anúncios incluiu exceções temporárias às seções 23A e 23B (Regulamento W), permitindo que os grupos financeiros compartilhem mais facilmente os fundos dentro de seu próprio grupo. As exceções expirariam em 30 de janeiro de 2009, a menos que fossem estendidas pelo Sistema de Reserva Federal . A Comissão de Segurança e Câmbio Monetário anunciou o encerramento da venda a descoberto de 799 ações do setor financeiro, bem como a ação contra a venda a descoberto, como parte de sua reação à crise das hipotecas.